# 106 d'Aquari
106 d'Aquari (106 Aquarii) és una estrella de classe B de la seqüència principal de la Constel·lació d'Aquari.